# Садаков, Аян
Аян Фаиков Садаков (болг. Аян Фаиков Садъков), также известный как Анё Фаиков Садков (болг. Аньо Фаиков Садков; 26 сентября 1961, Пловдив — 1 июля 2017, там же) — болгарский футболист и футбольный тренер.

## Карьера игрока

### Клубная
Воспитанник пловдивского футбола. Большую часть карьеры провёл за пловдивский клуб «Локомотив», на закате карьеры играл за «Ботев». Также выступал и за португальский «Белененсиш». В группе А чемпионата Болгарии провёл 248 игр и забил 66 голов (из них 228 игр и 64 гола за «Локомотив» и 20 игр и 2 гола за «Ботев»), в группе Б сыграл 122 игры и забил 74 гола. В Кубке УЕФА провёл 8 игр и забил три гола (6 матчей за «Локомотив» и все три забитых гола плюс два матча за «Ботев»).
В 1984 году Садаков в прощальном матче Христо Бонева получил лично из его рук чёрно-белую футболку с номером 8, а сам Бонев назвал того своим наследником.

### В сборной
Садаков является рекордсменом страны по количеству игр за все сборные: в основной он провёл 80 игр и забил 9 голов, в молодёжной — 25 игр и 9 голов соответственно, в юношеской — 40 игр и 15 голов. Играл на чемпионате мира 1986 года, где забил 4 мяча и был признан лучшим игроком сборной. В 1985 году он получил звание Заслуженного мастера спорта. Был единственным игроком сборной Болгарии, которого вызывали вне зависимости от того, в какой группе чемпионата Болгарии он играл.

## Карьера тренера
Руководил в течение двух периодов клубом «Локомотив» (Пловдив). С 2010 года работал одновременно главным тренером юношеской и помощником тренера молодёжной сборных Болгарии.

## Достижения
- Бронзовый призёр чемпионата Болгарии: 1992 и 1995
- Победитель Кубка Советской Армии: 1983
- Заслуженный мастер спорта Болгарии: 1985
- Рекордсмен по количеству игр за все сборные Болгарии
- Лучший игрок сборной Болгарии на чемпионате мира 1986 года
- Единственный футболист, который вызывался в сборную, выступая как в группе А, так и в группе Б чемпионата Болгарии